# 2023年中国网球公开赛
2023年中国网球公开赛，即男子第21届/女子第23届中国网球公开赛，分别是2023年ATP巡回赛和2023年WTA巡回赛之一，于9月28日-10月8日在中国北京市国家网球中心的室外硬地球场举行。男子赛事为ATP500巡回赛，女子赛事为WTA1000巡回赛（强制赛），也是年度最后一项WTA1000赛事。受到2019冠状病毒病疫情及彭帅事件影响，这是2019年后中国网球公开赛再度正常举行。
往年中国网球公开赛男子和女子赛事在同一周举行，但由于上海大师赛在2023年升级为双周超级大师赛，受赛程影响，今年中网的男子赛事在第一周周中开始，第二周周一女子赛事开始。从2024年起，作为WTA1000巡回赛的女子赛事也将扩充到96签的双周赛事。
在女子单打比赛中，赛会单打2号种子伊加·斯维亚特克在决赛中战胜柳德米拉·萨姆索诺娃获得首个中网冠军，这是她本赛季第5个巡回赛单打冠军，职业生涯第6个WTA1000巡回赛冠军以及总第16个巡回赛单打冠军。斯瓦泰克已经连续两个赛季获得5个单打冠军，是继2014-15赛季的塞雷娜·威廉姆斯后再次获得此成就的球员。她也超过了卡罗琳·沃兹尼亚奇成为23岁前获得WTA1000级单打冠军最多的球员。
玛丽·鲍兹科娃和莎拉·索里贝丝·托摩获得女子双打冠军，这是她们的首个WTA1000级双打冠军，这是她们作为团队合作的第2个冠军，也是她们各自的第4个巡回赛双打冠军，以及今年收个双打冠军。
赛会男子单打6号种子扬尼克·辛纳决赛中战胜了2号种子丹尼爾·梅德韋傑夫获得了男单冠军，这是他的首个中网单打冠军，本赛季第3个单打冠军以及第9个巡回赛单打冠军，并结束了对梅德韦杰夫的6连败。
赛会男子双打头号种子伊万·多迪格和奥斯汀·克拉吉塞克组合在决赛中战胜了2号种子卫斯理·库尔霍夫和尼尔·斯库普斯基组合获得男双冠军，这是多迪格连续获得中网男双冠军，这也是该组合本赛季获得的第5个双打冠军（以及全部第8个双打冠军）。

## 决赛情况
| 项目     | 冠军                             | 亚军                            | 比分                    |
| -------- | -------------------------------- | ------------------------------- | ----------------------- |
| 女子单打 | 伊加·斯维亚特克                  | 柳德米拉·萨姆索诺娃             | 6-2, 6-2                |
| 女子双打 | 玛丽·鲍兹科娃 莎拉·索里贝丝·托摩 | 詹皓晴 朱里亚娜·奥尔莫斯        | 3-6, 6-0, [10-4]        |
| 男子单打 | 扬尼克·辛纳                      | 丹尼尔·梅德韦杰夫               | 7–6(7–2), 7–6(7–2)      |
| 男子双打 | 伊万·多迪格 奥斯汀·克拉吉塞克    | 卫斯理·库尔霍夫 尼尔·斯库普斯基 | 6–7(12–14), 6–3, [10–5] |